# LinHES
LinHES (Linux Home Entertainment Server) je linuxová distribuce určená pro použití počítače jako domácího kina (HTPC). Před šestou verzí byla tato distribuce nazývána KnoppMyth. Nejnovější verze vydání R8 pro 64bitovou architekturu se zakládá pouze na Arch Linuxu, i když předchozí verze byly založeny na distribucích Knoppix a Debian.
LinHES zahrnuje celou řadu doplňků a vlastních skriptů, které instalují a konfigurují MythTV s PVR softwarem. Většina běžně dostupného hardwaru pro HTPC je podporována a často jsou komponenty ještě nastaveny automaticky po připojení, takže mnoho složitých instalačních a konfiguračních procesů jsou pro uživatele poměrně nenáročné.
Tvůrcem tohoto operačního systému je Cecil Watson, který nadále operační systém LinHES udržuje.

## Podrobnosti

### Praktické vysvětlení
LinHES je linuxová distribuce ekvivalentní k Windows Media Center. Systém lze stáhnout v podobě obrazu disku z oficiálních stránek, který lze přenést na CD-ROM, DVD nebo třeba USB flash disk. Instalace balíčku MythTV stejně tak několik HTPC doplňků je provedena automaticky.
LinHES se přednostně používá pro vytvoření domácího kina z počítače. Tyto HTPC počítače jsou obvykle zapojeny do televize ve standardním rozlišení (SDTV) nebo televize s vysokým rozlišením (HDTV) nebo lze počítač také připojit k monitoru.

### Snadná instalace a funkce
Běžná nevýhodou u MythTV je, že je obtížná a časově náročná instalace a konfigurace. Cílem LinHES je usnadnit uživateli instalaci, konfiguraci a údržbu systému i jeho funkce jak jen to je možné. Kompletní instalace systému s konfigurací u středně výkonných HTPC se pohybuje okolo 20 minut. Systém poté umožňuje:
- sledování a nahrávání televizního vysílání
- pozastavení živého televizního vysílání
- přehrávání DVD a videa nejpopulárnějších formátů
- načíst a zobrazovat informace o vašich videích
- jukebox podporující více zvukových formátů
- zobrazovat obrázky
- získat a zobrazit nejnovější zprávy a počasí
- hraní her

### Aplikace

#### Kompletní instalace (Frontend a backend)
Při instalaci systému lze zvolit MythTV jako klienta i jako serverový systém. To znamená, že stroj je možné použít jako klienta i jako server současně. Frontend je software potřebný pro vizuální prvky (nebo GUI ), kde běžný uživatel využívá například funkce pro hledání, hraní her nebo manipulaci s multimediálními soubory atd. Backend je server, kde jsou multimediální soubory ve skutečnosti uloženy. Kompletní frontend a backend systém může mít výhodu v tom, že je ‚přenositelný‘, jedná se tedy o samostatný přístroj, který není závislý na samostatném serveru.

#### Instalace samostatného Frontendu
Jako alternativu lze v instalaci zvolit nainstalování MythTV jen jako klienta, kde je po instalaci frontend jako samostatný systém. Například, uživatelé mohou mít centrální úložné zařízení (server) připojené k lokální síti, zařízení pak může být přístupné z mnoha jiných zařízeních v celém domě, tato zařízení potřebují pouze instalaci frontendu, která mají menší hardwarové nároky. LinHES lze také spustit přímo z disku CD-ROM bez instalace (takzvaně Live CD) za předpokladu, že je k dispozici síťové připojení k počítači s instalací backendu (MythTV serveru).
Instalace LinHES může být také použita k upgradu stávajícího LinHES systému nebo staršího KnoppMyth systému se zachováním většiny nastavení a souborů.

### LinHES komunita
LinHES uživatelé obecně diskutují o nápady, případně změnách co by bylo dobré v nové verzi poupravit nebo přidat a dále zde uživatelé pomáhají ostatním na oficiálních internetových stránkách fóra.

## Historie verzí
LinHES R7.4 byla poslední vydaná 32bitová verze.